# Peter Bainbridge (cầu thủ bóng đá)
Peter Edgar Bainbridge (sinh ngày 30 tháng 1 năm 1958) là một cựu cầu thủ bóng đá người Anh thi đấu ở vị trí hậu vệ ở Football League cho York City và Darlington, ở Bóng đá non-league cho Selby Town, Huby, Sheriff Hutton và Whitby Town, và đầu quân cho Middlesbrough và Hartlepool United nhưng không ra sân trận nào ở giải vô địch.